# Baños de Montemayor
Baños de Montemayor es un municipio y localidad española de la provincia de Cáceres, en la comunidad autónoma de Extremadura. Se sitúa al norte de la provincia, en el valle del Ambroz, limitando con la provincia de Salamanca. Con una población de 737 habitantes (INE 2024), es conocido por sus baños termales de origen romano.

## Geografía
Integrado en la comarca de Valle del Ambroz, se sitúa a 117 kilómetros de la capital provincial. El término municipal está atravesado por la autovía Ruta de la Plata (A-66) y por la carretera nacional N-630, entre los pp. kk. 426 y 435, además de por carreteras locales que permiten la comunicación con La Garganta y Hervás. 

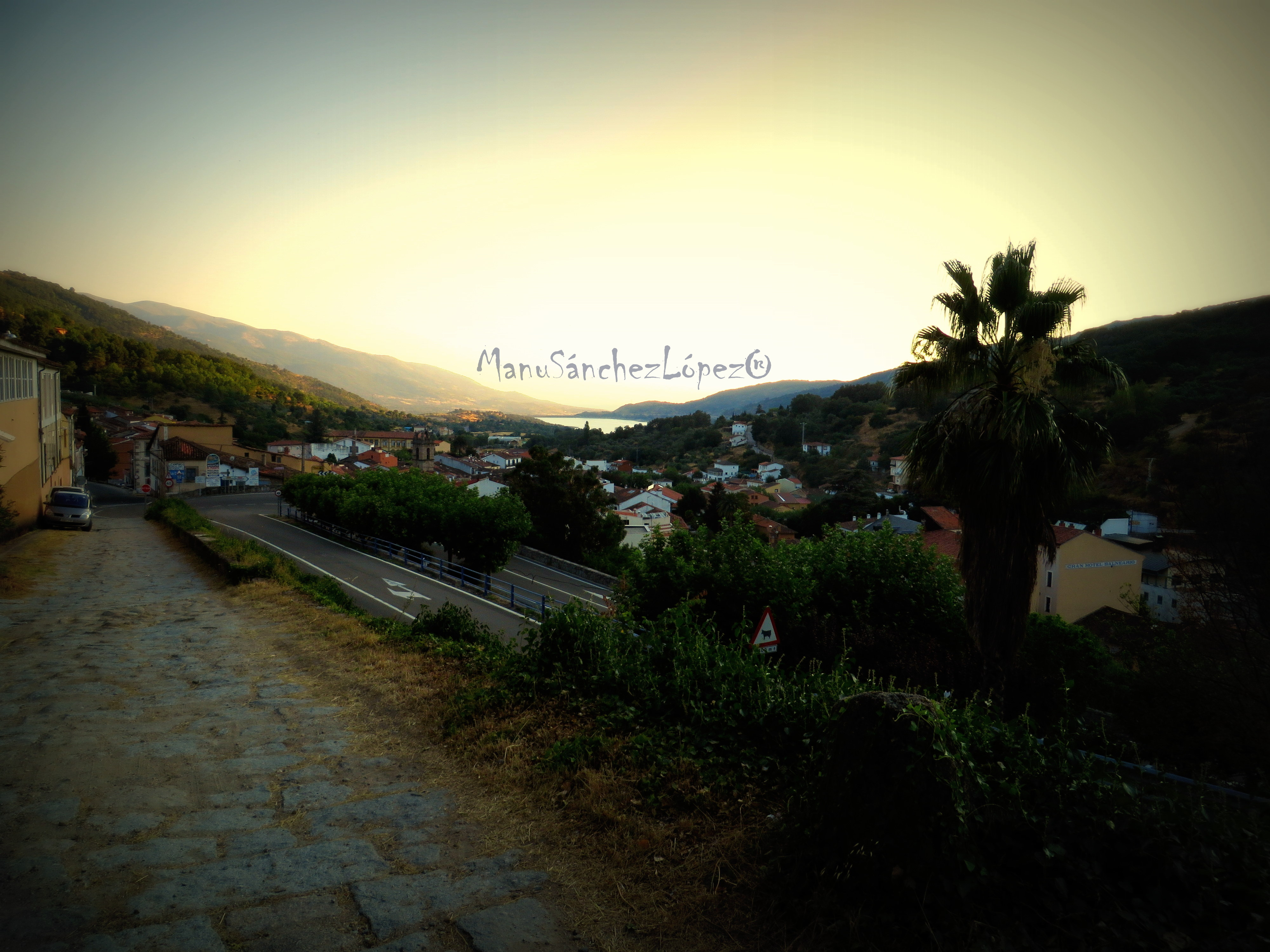
Baños de Montemayor desde el camino romano

El término municipal de Baños de Montemayor limita con:
- El Cerro al oeste;
- Peñacaballera y Puerto de Béjar al norte;
- La Garganta al este;
- Hervás al sureste;
- Aldeanueva del Camino al suroeste.

| Noroeste: Peñacaballera (Salamanca)                    | Norte: Peñacaballera (Salamanca)    | Nordeste: Puerto de Béjar (Salamanca) y La Garganta |
| Oeste: El Cerro (Salamanca)                            |                                     | Este: La Garganta y Hervás                          |
| Suroeste: El Cerro (Salamanca) y Aldeanueva del Camino | Sur: Aldeanueva del Camino y Hervás | Sureste: Hervás                                     |

### Orografía, clima e hidrografía

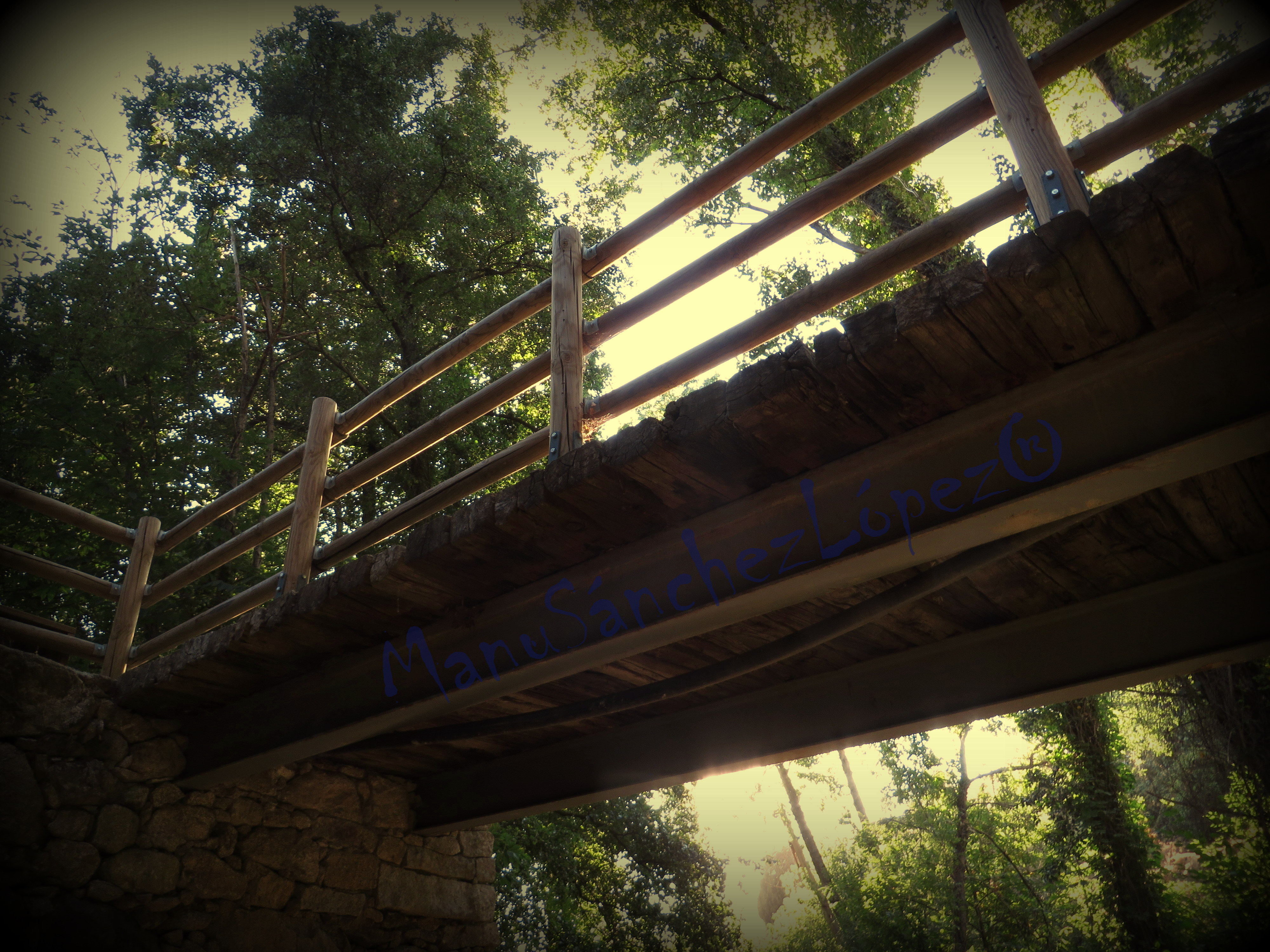
Puente del Molino

La geografía de Baños es muy accidentada puesto que se encuentra rodeado por montañas, con abundantes bosques de castaños y otras especies autóctonas. Su privilegiada situación, al fondo del valle del Ambroz, hace que Baños posea un clima suave tanto en verano como en invierno.
Una de sus principales características, derivada de su situación en la cabecera de un valle, es la abundancia de agua, encontrándose numerosas fuentes y manantiales tanto dentro del casco urbano como en el entorno. El río Baños y otros arroyos confluyen para formar el embalse de Baños antes de desaguar en el río Ambroz. Las montañas que circundan el valle pertenecen a la sierra de Béjar, entre las que destacan Peña del Cuervo (1233 metros) o el pico Doña Elena (1075 metros). 
La altitud oscila entre los 1233 metros en Peña del Cuervo, en el límite con la provincia de Salamanca, y los 540 metros a orillas del río Ambroz. El pueblo se alza a 703 metros sobre el nivel del mar.

## Historia
Los testimonios más antiguos que se conservan en este municipio datan de la época romana y se relacionan con la existencia de una fuente de aguas termales y de la calzada romana. Los distintos autores que han estudiado la calzada romana, denominada Vía de la Plata, no han logrado ponerse de acuerdo en cual sería el nombre de esta población, identificándola unos con la mansio de Cecilio Vico o Caelionico (localización últimamente descartada), otros con Banium o Aquae caperensis.
La calzada conserva su trazado en dos grandes tramos situados en las entradas Norte y Sur de la población. El pavimento empedrado del tramo Norte, con cerca de dos kilómetros de recorrido, fue objeto de una restauración en 1973. En este tramo, donde comienza el acceso para superar el puerto, pueden verse dos ejemplares de alcantarilla.
Así, en el balneario actual se conservan restos de termas medievales y una inscripción dedicada a las Ninfas Caparenses y un miliario de Trajano y otro de Adriano pertenecientes a la vía de la Plata que pasa al este del pueblo. Además, el puente del Cubo sobre el río Baños, del que se conserva parte del arco y arranque de los pilares, tiene ese origen y estaba relacionado con una vía secundaria, que, partiendo de la vía de la Plata, tomaba dirección oeste.
No se sabe si continuó poblado desde la caída del imperio romano, ya que durante la Edad Media la Vía de la Plata perdió importancia económica y la zona, a partir de la llamada Reconquista, se presentaba despoblada. En 1160 el rey Fernando II de León conquista Granada (actual Granadilla), que hasta entonces se encontraba bajo dominio musulmán,  otorgándole el título de Villa en 1170. El proceso repoblador se inicia con la conquista de Plasencia por Alfonso VIII de Castilla, la cual fue refundada en 1186 sobre un lugar despoblado al que se conocía por Ambroz, con el lema «Ut placeat Deo et Hominibus» (para agrado de Dios y de los hombres). En 1189 Plasencia se convirtió en sede de un nuevo obispado por Bula del papa Clemente III y se le otorgó jurisdicción sobre Trujillo, Medellín, Monfragüe y Santa Cruz de la Sierra, a la vez que se le concedían unos términos para repoblar que se extendían desde las sierras de Béjar hasta Trujillo.
Tras la Reconquista el trazado de la Vía de la Plata sirvió para marcar la frontera entre los reinos cristianos de León y Castilla. Posteriormente también se utilizó para delimitar las jurisdicciones eclesiásticas de las diócesis de Coria y Plasencia. De este modo, Baños se convierte en un pueblo fronterizo, generándose dos núcleos de población prácticamente unidos en cuanto a su realidad física, pero diferenciados administrativamente. Cada barrio pertenecía a reinos distintos, a diócesis distintas (lo que explica que hay dos centros parroquiales) y a distintos señores feudales.
La parte correspondiente a la parroquia de Santa Catalina dependía del reino de Castilla y de la diócesis de Plasencia, y era propiedad del duque de Béjar (Zúñiga), mientras que el distrito parroquial de Santa María formaba parte del reino de León, de la diócesis de Coria y del Señorío del marqués de Montemayor. 
Durante la Guerra de la Independencia, y debido a su situación geográfica, fue un lugar clave para el ejército francés, desde donde cerraba el paso al norte, llegando a tener lugar la llamada Batalla del Puerto de Baños, el 12 de agosto de 1809. La lucha enfrentó a las fuerzas del Mariscal Michel Ney y las comandadas por Robert Thomas Wilson. Después de una habilidosa defensa, las tropas de Robert Thomas Wilson, que contaba con 4.000 hombres entre españoles, portugueses e ingleses, desprovistos de artillería, fueron derrotadas, en su marcha de Plasencia a Salamanca, por el cuerpo del Mariscal Ney, quien disponía de unos 12.000 hombres. Pero, tras nueve horas de combate, los españoles se refugiaron en las montañas y los británicos y portugueses escaparon hacia Portugal sin más incidentes. Ney, por su parte, pudo volver a Salamanca.  
En el transcurso de esta guerra el pueblo fue arrasado por el fuego en un intento de un batallón portugués de bloquear el paso al ejército francés, según recogen las memorias del capitán Nicolás Marcel.
Históricamente la localidad formó parte, desde su reconquista, de la Comunidad de Villa y Tierra de Béjar. Con la división provincial de 1833 Baños de Montemayor se constituye municipio independiente y pasa a pertenecer a la provincia de Extremadura en lugar de a la de Salamanca. Finalmente, en 1959, pasó a la diócesis de Plasencia. A la caída del Antiguo Régimen la localidad se constituye en municipio constitucional en la región de Extremadura con el nombre de Baños. Desde 1834 quedó integrado en partido judicial de Granadilla.

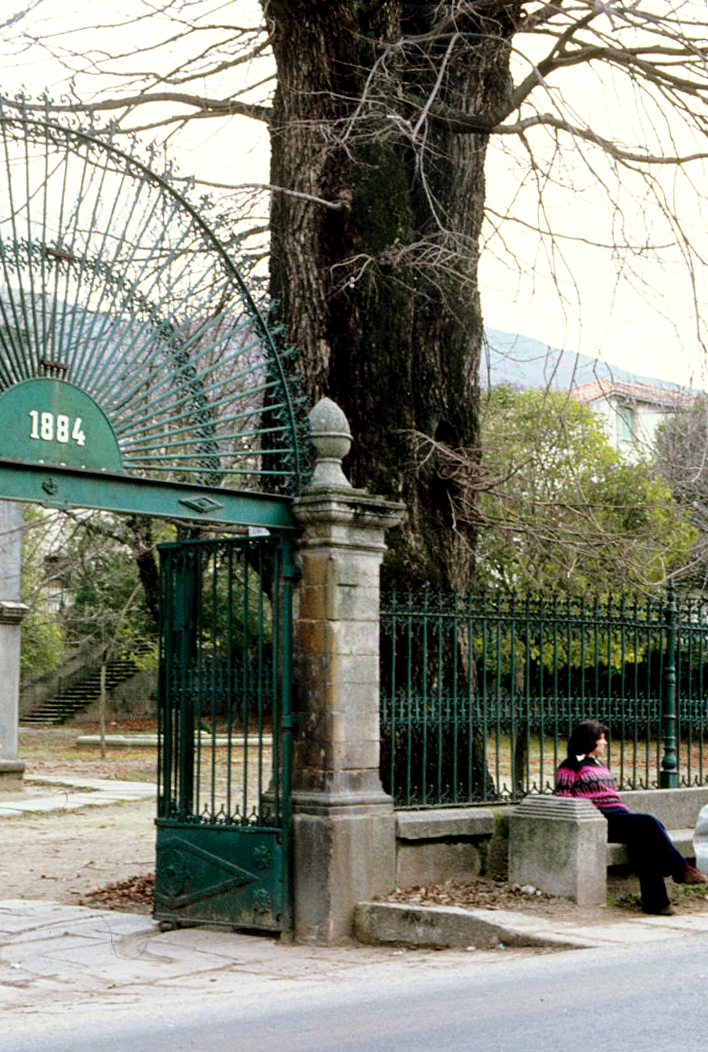
Entrada al balneario en la década de 1970

El siglo XIX fue la época de mayor florecimiento del termalismo, construyéndose un nuevo edificio para el balneario y un hotel. Por su especial microclima, Baños se convirtió en un destino de veraneantes, que construyen residencias de verano siguiendo los estilos arquitectónicos del momento. En el censo de 1842 contaba con 210 hogares y 1150 habitantes. Baños no añadió el apellido «de Montemayor» en los censos hasta los años 1990.

## Demografía
Baños de Montemayor cuenta con una población de 737 habitantes (INE 2024).
| Gráfica de evolución demográfica de Baños de Montemayor entre 1842 y 2021 |
| |
| Población de derecho según los censos de población del INE Población de hecho según los censos de población del INEEn estos censos se denominaba Baños: 1842, 1857, 1860, 1877, 1887, 1897, 1900, 1910, 1920, 1930, 1940, 1950, 1960, 1970, 1981 y 1991. |

## Comunicaciones
Carretera

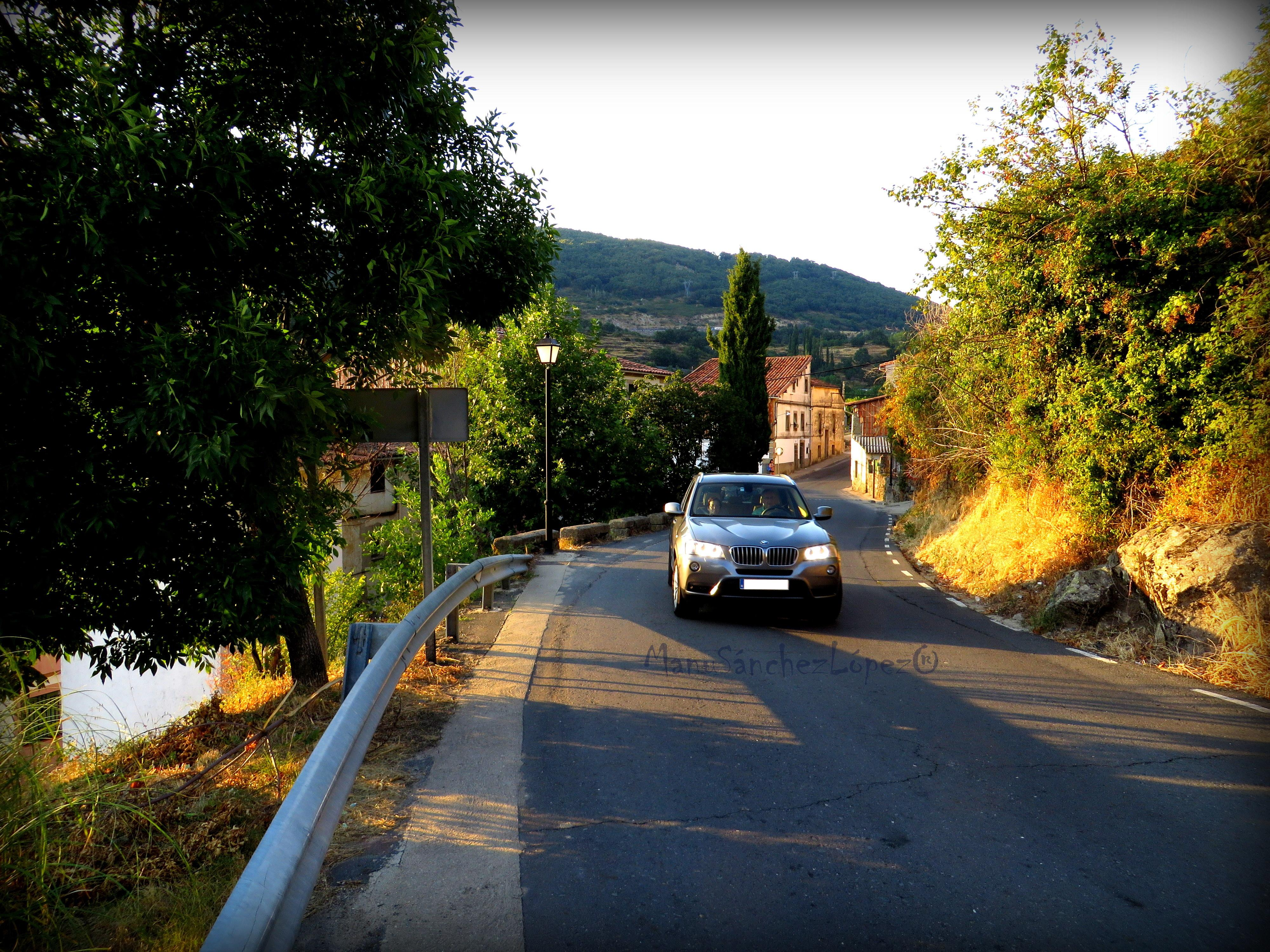
Carretera hacia la estación

Autovía A-66, tanto para acceso norte como sur. Carretera nacional N-630, Ruta Vía de la Plata.
Transporte público
Autobús parada en la Pza. del Arenal s/n.
1.ª Ruta que conecta Baños de Montemayor con Salamanca, Plasencia, Cáceres, Mérida, Zafra, Sevilla, Valladolid, Oviedo, Gijón, País Vasco, etc.
2.ª Ruta conecta la localidad con Piedrahíta, Ávila y Madrid.
Ferrocarril
A dos kilómetros del núcleo urbano y en pleno monte, se encuentra la antigua estación de tren de Baños de Montemayor que unía la vía de la plata. Desde 1984 la estación se encuentra cerrada, permaneciendo intactas, a través del tiempo y de las inclemencias meteorológicas, las vías abandonadas.

## Economía
El municipio cuenta con unos importantes baños termales de origen romano, que son los que dan nombre a la población y que siguen en uso en la actualidad, siendo éste uno de los principales centros termales de Extremadura. Uno de los balnearios es de origen romano, que se encuentra bajo tierra, y otro de moderna construcción, justo enfrente de este.
Además de las aguas termales, Baños de Montemayor, también es conocido por sus artesanía en castaño, que varios artesanos de la localidad siguen haciendo manualmente, con medios tradicionales.
Paseando por sus calles podemos encontrar estos productos en los escaparates de las tiendas.
También hay multitud de hoteles, hostales y casa rurales para dar acogida a los numerosos turistas que llegan a esta localidad en busca de unos días de paz y de relax.

### Evolución de la deuda viva
El concepto de deuda viva contempla solo las deudas con cajas y bancos relativas a créditos financieros, valores de renta fija y préstamos o créditos transferidos a terceros, excluyéndose, por tanto, la deuda comercial. 
| Gráfica de evolución de la deuda viva del ayuntamiento entre 2008 y 2018                             |
| |
| Deuda viva del ayuntamiento en miles de Euros según datos del Ministerio de Hacienda y Ad. Públicas. |

La deuda viva municipal por habitante en 2014 ascendía a 1684,14 €. En 2018, Baños ocupaba el puesto número 13 en cuanto a deuda viva más alta, de entre los 224 municipios que forman la provincia .

## Símbolos
El escudo de Baños fue aprobado mediante la Orden de 27 de noviembre de 1992, por la que se aprueba el Escudo Heráldico y Bandera Municipal, para el Ayuntamiento de Baños de Montemayor, publicada en el Diario Oficial de Extremadura el 17 de diciembre de 1992 y aprobada por el consejero de Presidencia y Trabajo Manuel Amigo, luego de haber aprobado el ayuntamiento el expediente el 27 de febrero, el 24 de septiembre y el 10 de noviembre de 1992, y haber emitido informes favorables el Consejo Asesor de Honores y Distinciones de la Junta de Extremadura el 23 de junio y el 24 de noviembre de 1992. El escudo se define así:

Escudo cortado. Primero, de plata, ondas de plata y azur, sumado de surtidor de azur. Segundo, de plata, árbol arrancado, de sinople, frutado, de gules, acompañado de dos lobos, de sable, uno a cada lado, empinantes al tronco. Bordura, de gules, ocho eslabones de oro. Al timbre, Corona Real cerrada.

## Administración y política

### Alcaldes
| Periodo   | Nombre                                                  | Partido                         |
| --------- | ------------------------------------------------------- | ------------------------------- |
| 1979-1983 | José Montero Gómez                                      | Agrupación de electores         |
| 2003-2007 | Jorge Jesús González Albalá - Rafael Ferreras Carricajo | Unión del Pueblo de Baños (UPB) |
| 2007-2011 | Rafael Ferreras Carricajo                               |                                 |
| 2011-2015 | Óscar Mateos Prieto                                     | Partido Popular                 |
| 2015-2019 | Óscar Mateos Prieto                                     | Partido Popular                 |
| 2019-2023 | Óscar Mateos Prieto                                     | Partido Popular                 |
| 2023-act. | Óscar Mateos Prieto                                     | Partido Popular                 |

### Elecciones 2011
| Partidos políticos en el Ayuntamiento de Baños de Montemayor (2011-2015) |            |
| Partido político                                                         | Concejales |
| Partido Popular-Extremadura Unida (PP-EU)                                | 3          |
| Unión Baños de Montemayor (UBM)                                          | 2          |
| Partido Socialista Obrero Español (PSOE)                                 | 2          |

## Servicios públicos

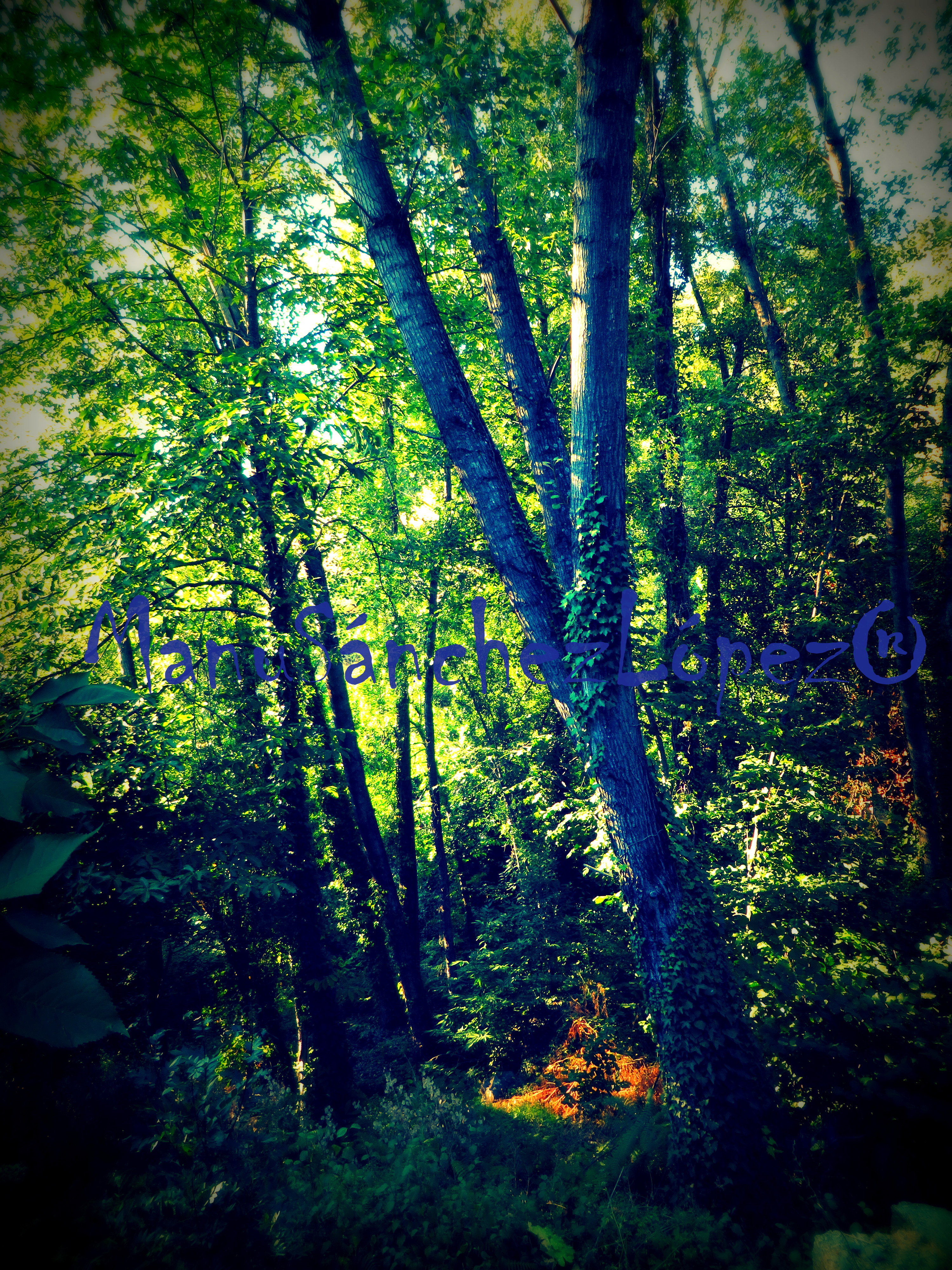
Senderos en el monte

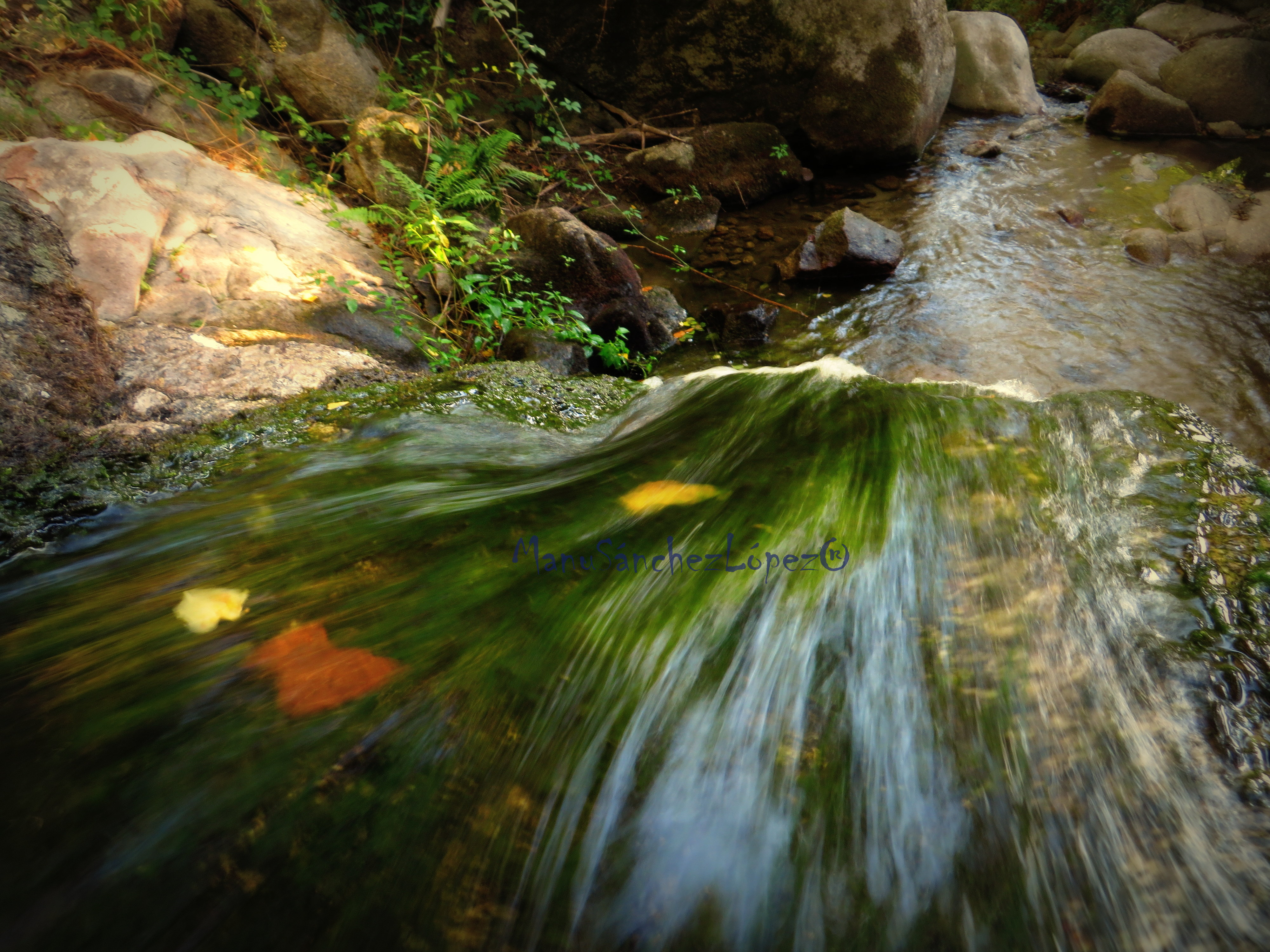
Cascada de agua

### Educación
- Colegio público Vía de la Plata.

### Sanidad
- Consultorio médico.
- Residencia de la tercera edad (Residencial Banium).

## Patrimonio

### Patrimonio religioso

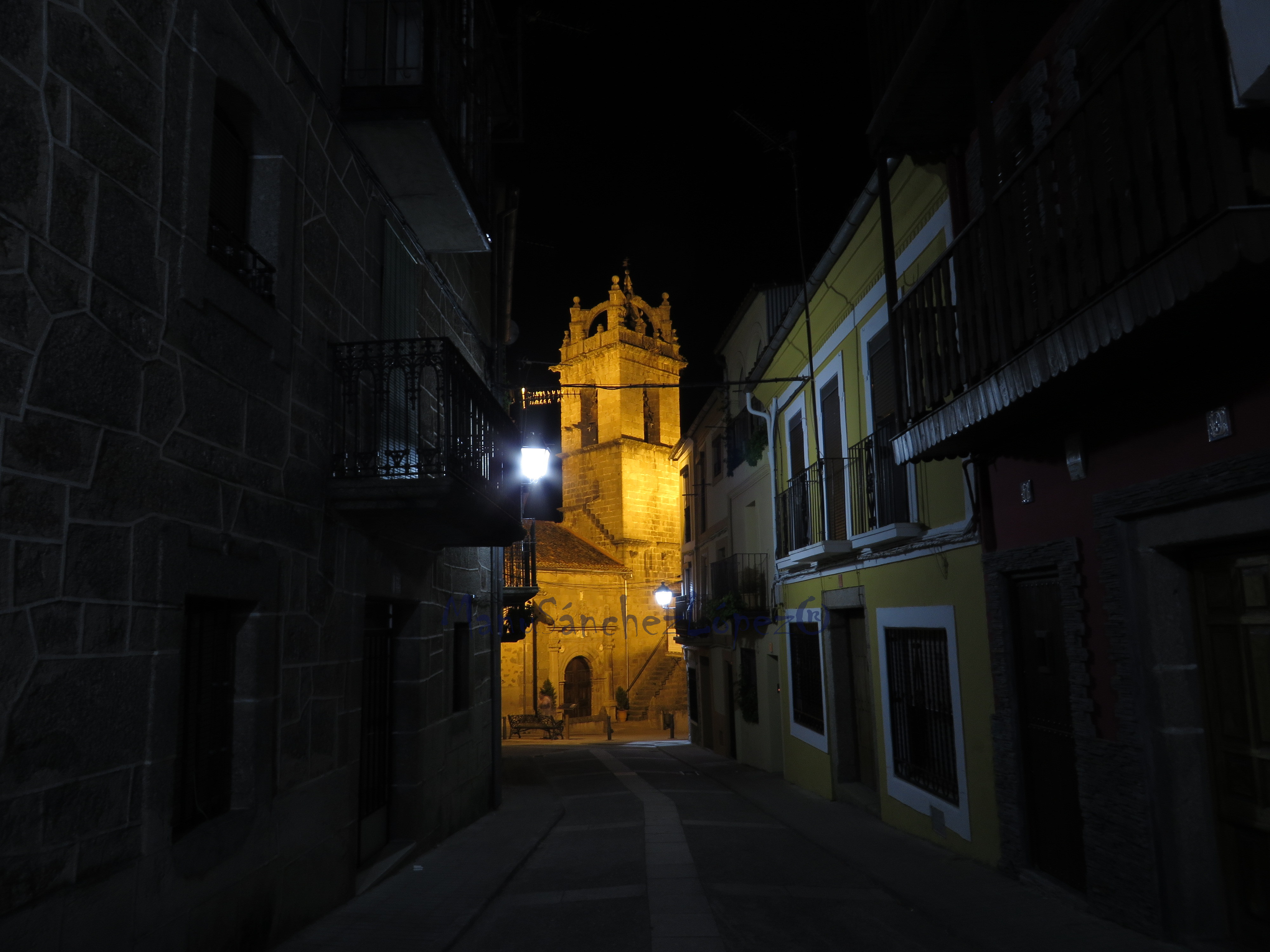
Iglesia de Santa María

A pesar de ser un núcleo relativamente pequeño cuenta con dos iglesias, puesto que el municipio perteneció al mismo tiempo a dos diócesis diferentes: la de Plasencia y la de Coria. La Vía de la Plata marcaba el límite de estas dos divisiones eclesiásticas y Baños de Montemayor está atravesada de norte a sur por esa vía. La correspondiente a Coria es la iglesia de Santa María y es la actual parroquia. 
La correspondiente a Plasencia, la antigua iglesia de Santa Catalina, alberga hoy el auditorio cultural de Baños.
Además, el municipio cuenta con la ermita del Humilladero que data del siglo XVII y destaca por su Cristo de la Misericordia. Fue construida enfrente de la cruz de término que, como es habitual, se situaba a la entrada del pueblo, viniendo de Plasencia.

### Balnearios
El edificio del Balneario fue construido en el siglo XIX sobre una fuente termal utilizada desde época romana, estando catalogado como Bien de Interés Cultural.
Hay que decir que en este pequeño pueblo, sus habitantes cuentan con dos balnearios, separados por la carretera N-630 que une Gijón-Sevilla, la antigua Vía de la Plata.
El primero, construido en el siglo II a. C. por los romanos, en el que militares, funcionarios romanos y sus habitantes disfrutaban ya de sus aguas para calmar sus dolores.
En 1630, con el marqués de Montemayor, Juan Luis de Silva y Ribera, se reforman las Ordenanzas de estos baños del norte extremeño. Más tarde, en el siglo XVIII, el Obispo Laso viendo la eficacia de estas aguas para aliviar los dolores, ordena facilitar los accesos al edificio, para que los usuarios tuvieran mayor accesibilidad a este.
En 1833 los ayuntamientos de Montemayor y Béjar cedieron a sus vecinos «Todos los derechos y acciones que les correspondieran o pudieran corresponderles sobre el manantial de aguas minerales» formando así una junta administrativa. De aquí en adelante, el balneario sufrió ampliaciones para poder de esta manera atender a los numerosos clientes que años tras años acudían aquí, llegando a la construcción del Gran Hotel.
En 1951 el gobernador civil de la provincia de Cáceres suprimió la cesión de 1833 transfiriéndolo al Ayuntamiento de Baños como «órgano representativo de los vecinos».
En 1990 la Junta Administrativa fue restablecida por votación popular. Comenzando así la construcción del segundo edificio, una construcción moderna, a nivel europeo, equiparable con los mejores balnearios de España.
En una de las excavaciones realizadas en 1998, se encontraron piezas y bañeras de mármol, de la época romana, en la que en la actualidad, se utilizan para da tratamientos a los clientes y como decoración en el museo del balneario.
Las aguas del balneario se clasifican como sulfuradas, sódicas y oligometálicas y la temperatura de surgencia es de 43 °C.
Las aguas termales de los dos balnearios proporcionan spas, circuitos y otros tratamientos de salud y belleza que estos ofrecen.

### Arquitectura tradicional
El trazado urbano del pueblo permite observar la estructura tradicional de los edificios de la zona. Destaca la artesanía tradicional que elabora cestas y cestos de castaño.

### Molino de agua
Baños de Montemayor además cuenta con uno de los pocos molinos de agua que quedan en funcionamiento en nuestro país. Tras su restauración, se pone en marcha un día a la semana para que los visitantes observen su funcionamiento; además disfrutaran de las maravillosas vistas de la naturaleza donde se encuentra construido este edificio de piedra y madera.

### Vía de la Plata

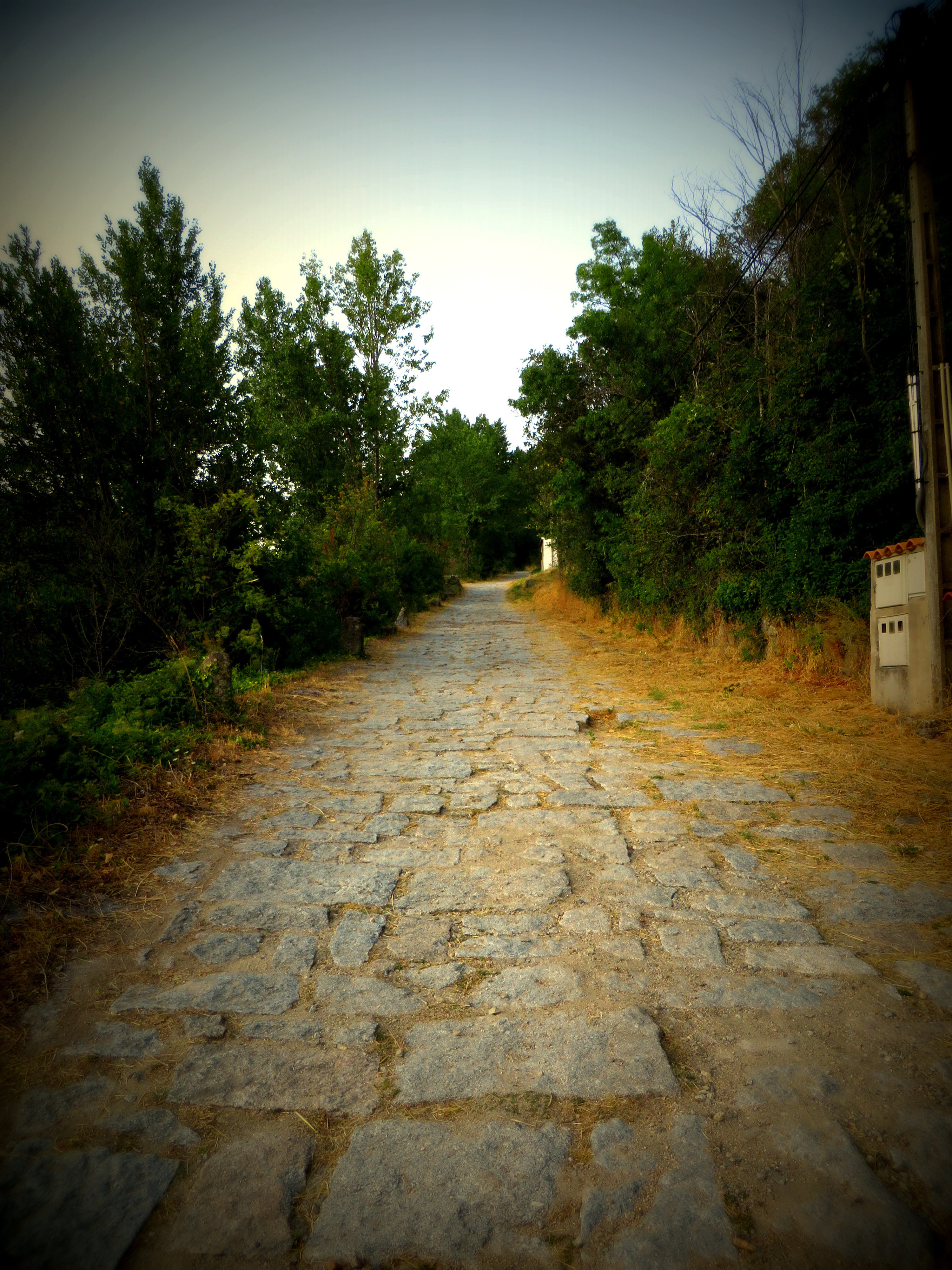
Vía de la Plata

La calzada romana de Baños, tras su restauración, queda apta para realizar largas caminatas a través de ella y conversar con los peregrinos que se dirigen a Santiago de Compostela a través de la Vía de la Plata.

## Cultura

### Instalaciones culturales
- Oficina de turismo
- Albergue juvenil

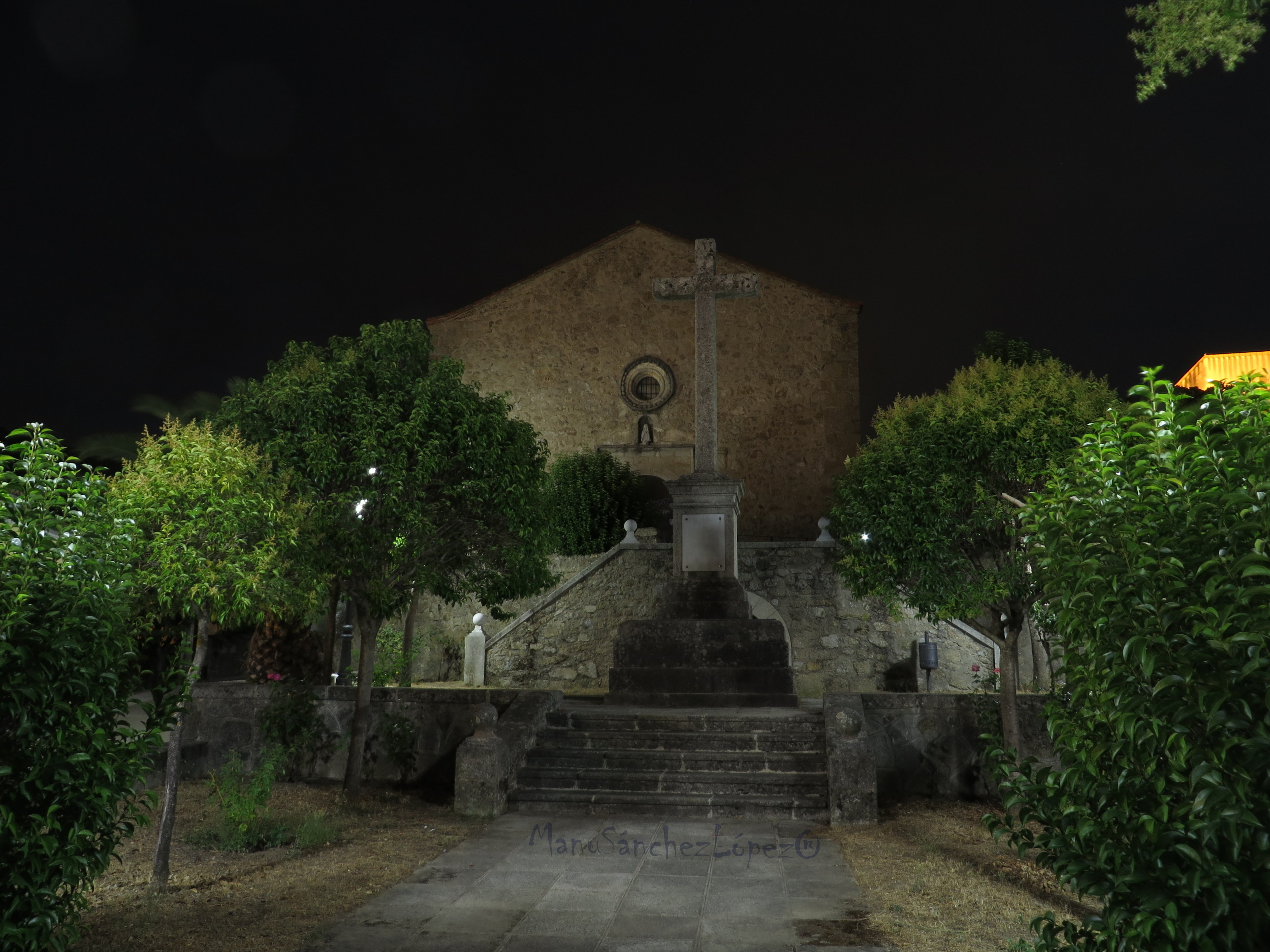
Antigua iglesia de Santa Catalina, actualmente auditorio municipal

- Auditorio municipal Santa Catalina
- Centro de interpretación de la Vía de la Plata

La Vía de la Plata cuenta a lo largo del camino con tres Centros de Interpretación General de la Vía de la Plata en Monesterio, Mérida y Baños de Montemayor que sirven fundamentalmente de apoyo cultural y guía en el recorrido por la región.
Los Centros de Interpretación se definen como espacios culturales, que ayudan mediante el hilo conductor que es la Vía de la Plata, a comprender la historia de nuestra región. Estos centros pertenecen a la red de Museos de Identidad de Extremadura.

### Fiestas
En Baños se celebran las siguientes fiestas:
- Termarium, fin de semana de la segunda quincena de marzo. Fiesta de inauguración de la temporada termal de Baños de Montemayor, donde los propios vecinos recrean escenas de la vida romana para rememorar el origen romano del Balneario de Baños de Montemayor y ofrecen numerosas actividades para dar la bienvenida a los visitantes de este bonito municipio del Valle del Ambroz enclavado en la Ruta de la Plata.[20]

- San Isidro, el 15 de mayo;
- Fiesta de los Mayores, en agosto;

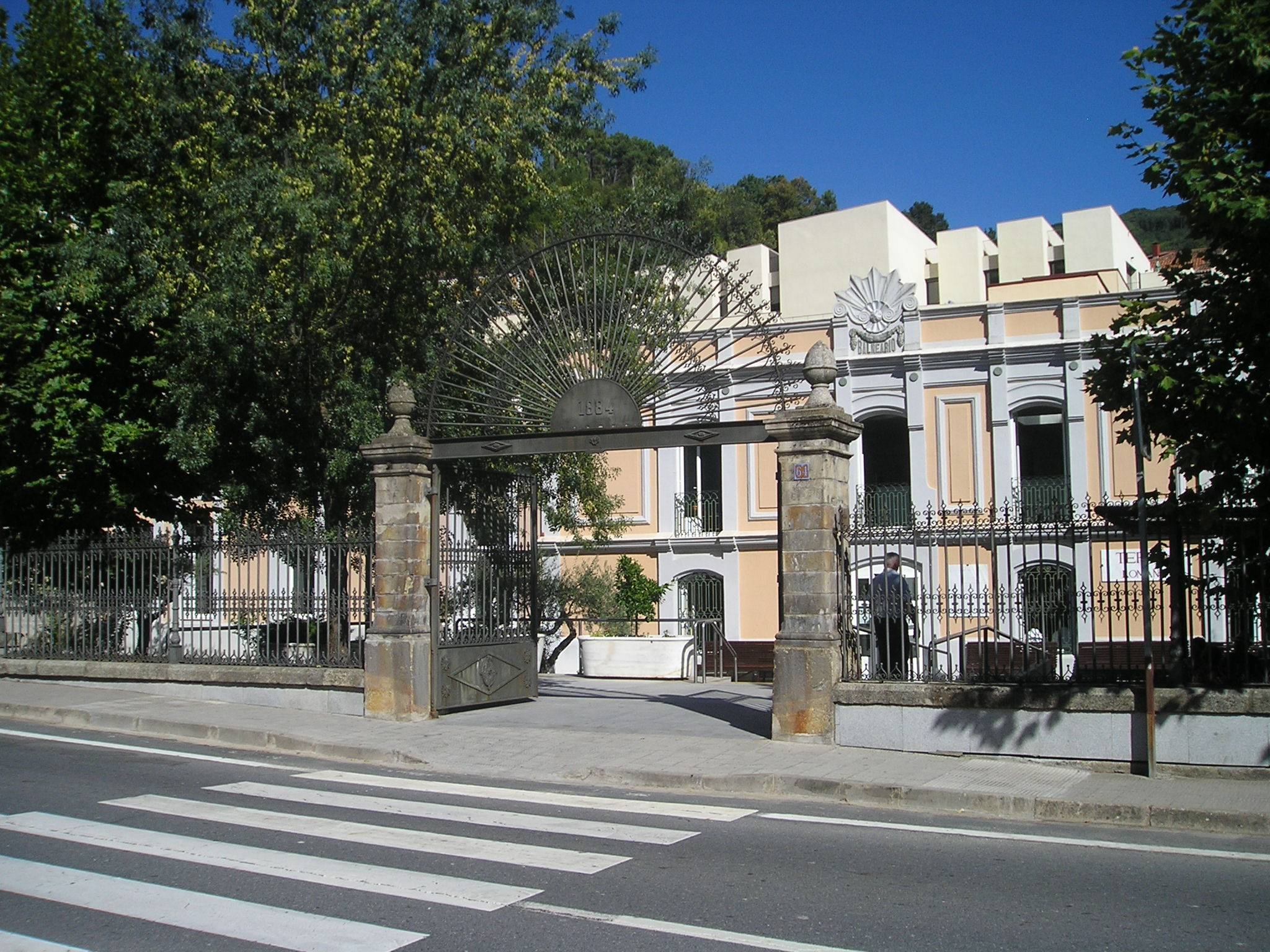
Fachada principal del Balneario de Baños de Montemayor

- Santa Rosa de Lima, el 23 de agosto;
- San Ramón Nonato, el 31 de agosto.

## Deporte
- Polideportivo municipal José Calderón
- Piscinas municipales
- Equipo de baloncesto para la liga EBA Baños de Montemayor Villa Termal

## Personas destacadas

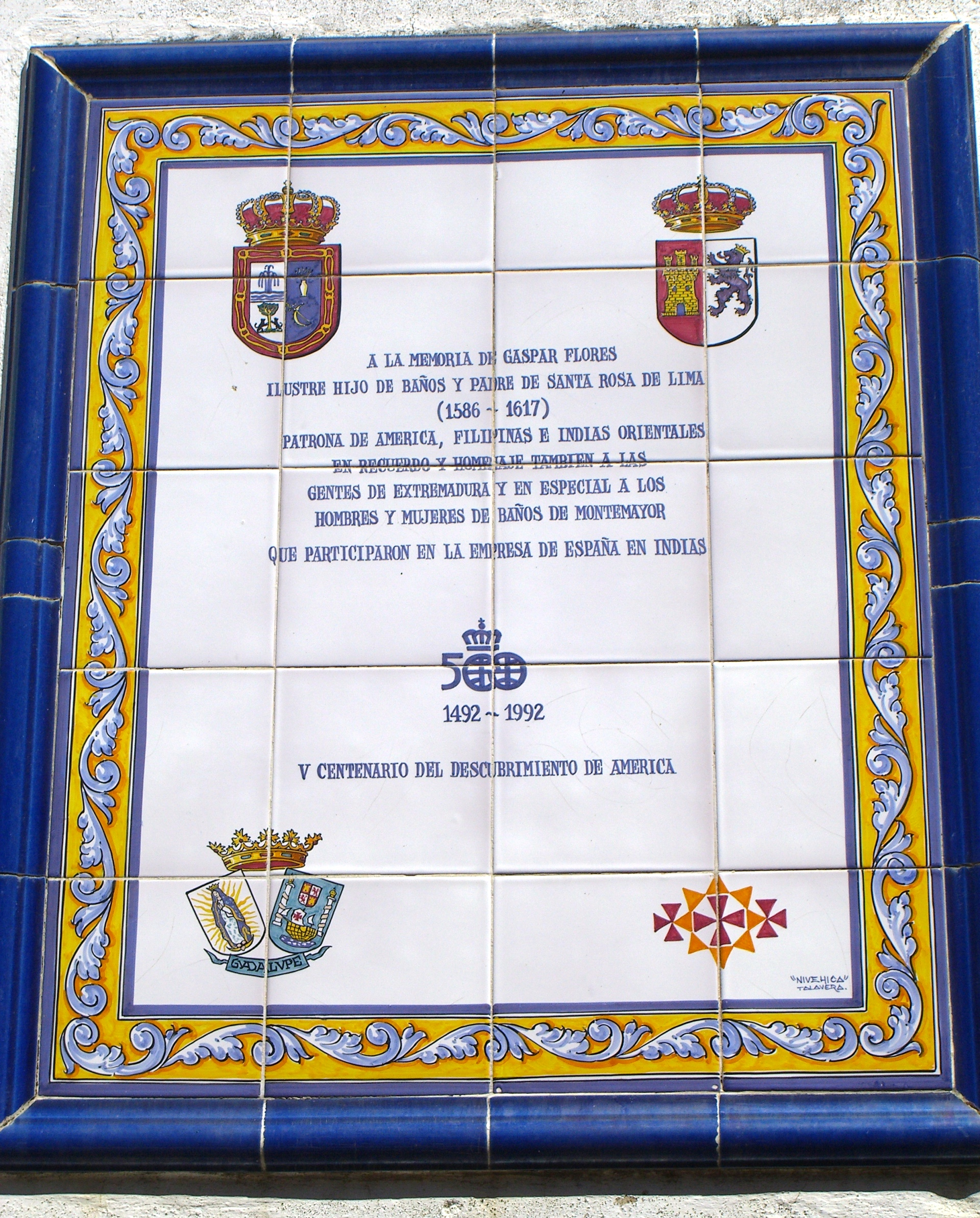
Placa conmemorativa en la casa natal de Gaspar Flores, en Baños de Montemayor